# Harriotta
Harriotta är ett släkte av broskfiskar. Harriotta ingår i familjen Rhinochimaeridae.
Arternas nos blir mycket smal vid spetsen och den är lite uppåt böjd. Även stjärtfenan blir mycket smal och den har ett utskott som liknar en piska. Släktmedlemmarna saknar analfena. Bålen har en ljus till mörkbrun färg och fenstrålarna är vitaktiga.
Arter enligt Catalogue of Life:
- Harriotta haeckeli
- Harriotta raleighana

## Bildgalleri

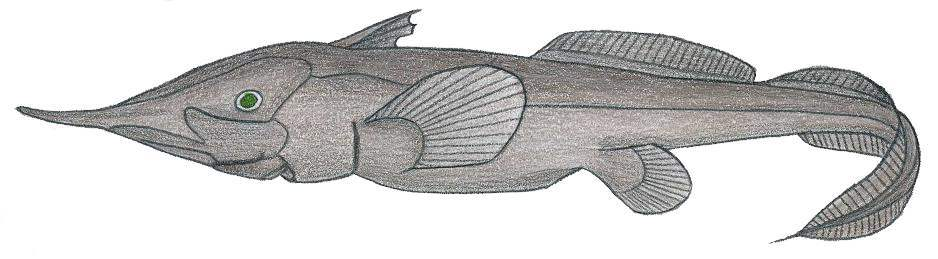